# 福島県立安達東高等学校
福島県立安達東高等学校（ふくしまけんりつ あだちひがしこうとうがっこう）はかつて福島県二本松市に存在した県立高等学校。通称｢達東（たっぴ）｣。

## 学科
- 全日制課程 総合学科
  - 教養系列
  - 専門系列
    - 農業コース
    - 家庭コース
    - 福祉コース

## 校訓など
- 校訓 - 土を愛し 人を愛し
- 指針 - 自主・自律・責任

## 沿革
- 1973年 - 福島県立安達高等学校の岩代・大平・針道各分校を安達高等学校から分離し、安達東高等学校として創立。
- 1977年 - 全日制課程となる。
- 1980年 - 現在地に統合校舎が竣工し、岩代校舎が移転。
- 1981年 - 統合校舎の第二期工事が竣工し、大平・針道校舎が移転（統合完了）。
- 1997年 - 農業科、産業技術科を転換し、この年の入学生から総合学科になる。
- 2023年 - 二本松工業高校と統合し、福島県立二本松実業高等学校が開校し、福島県立二本松実業高等学校安達東校舎となる。2022年度入学生が卒業する2025年3月閉鎖予定。[1]。

## 部活動
運動部
- ソフトテニス部
- 陸上部
- バドミントン部
- 卓球部

文化部
- 吹奏楽部
- 合唱部
- 美術部
- 情報処理愛好会
- 手話部

## 交通
- JR東北本線二本松駅より、「太平経由小浜」行き福島交通利用。「安達東高校前」バス停下車。